# Algondrón
Andaba es un despoblado español del municipio soriano de Santa María de Huerta, en la comunidad autónoma de Castilla y León.

## Geografía
El despoblado, perteneciente al término municipal de Santa María de Huerta, se encuentra en un barranco encerrado entre dos montañas, en las inmediaciones de localidades como Iruecha, Judes, Alconchel de Ariza y Sisamón, estas dos últimas ya aragonesas.

## Historia
A mediados del siglo XIX, el lugar, por entonces referido como huerta, contaba con una población censada de ocho habitantes. Aparece descrito en el primer volumen del Diccionario geográfico-estadístico-histórico de España y sus posesiones de Ultramar de Pascual Madoz con las siguientes palabras:

ALGONDRON: granja de la v. de Huerta (3 1/2 leg.), de la prov., intend. y adm. de rent. de Sória (14), part. jud. de Mecinaceli (8 1/2), aud. terr. y c. g. de Búrgos (36), dióc. de Sigüenza (11): sit. al N. en un barranco entre dos elevadas montañas, de modo que en el invierno á penas la baña el sol, y batida por los vientos N. y O. disfruta de un frio clima, muy propenso á reumas; hay 2 casas de malísima construccion, y en una de ellas una pequeña capilla en la que un monge de los del monast. de Sta. Maria de Huerta, á los que perteneció la granja antes de la enclaustracion, solia decir misa en algunas temporadas; inmediata á las casas hay una fuente abundante y de un agua muy delgada y saludable, y un manantial que arroja una muela de agua; corre por el barranco en direccion de O. á E. y es tal su filtracion que á la 1/2 leg. ya desaparece enteramente: su térm. confina por el N. con de Alconchel á 1/2 leg.: por el E. con el de Sisamon á 1/4; por el S. con el de Iruecha á 1/2, y por el O. con el de Judes á igual dist.: el terreno es montuoso, áspero y de mala calidad, poblado en su mayor parte de robles, encinas, chaparros, sabinas, enebro y romero; la correspondencia se recibe por medio del cartero de Alconchel que la toma en la estafeta de Ariza; prod.; trigo de inferior calidad, centeno y bellota, siendo el centeno el que mas se cosecha; hay ganado cabrio por ser el mas preferido y á propósito para el pais: y caza de perdices, conejos y liebres en abundancia, lobos, zorras y ciervos; pobl.: 2 vec.: 8 alm
(Madoz, 1845, p. 577)